# Rutube
Rutube（ルーチューブ）はロシア語話者向けの動画共有サービス。個人が制作した動画やエンターテイメント会社が直接Rutubeに投稿した動画が掲載されているほか、Facebookで視聴された動画が見られる。2012年4月現在、1月あたり1億4500万人の12-54歳のロシア人の固有利用者がRutubeに投稿された動画を閲覧している。Rutubeの代理人の報告によると、毎月世界中から3000万人の利用者が1億6800万本以上の動画を閲覧している。
登録していない利用者もRutubeの動画を視聴、共有、検索することができる。Facebookを通じて登録した利用者は友達がFacebookで視聴した動画の視聴、動画投稿、コメント、お気に入り登録などの追加の機能を利用することができる。

## 歴史
Rutubeはオリョール出身のオレグ・ヴォロブエフ、ミハイル・パウルキンの2人によって2006年に設立された。2008年11月、 Gazprom Media HoldingsがRutubeを取得。取得額は公表されていないが、2009年3月に専門家が試算したRutubeの価値は1500万米ドルであった。買収後、Rutubeの経営陣は交代し、新たなCEOにはミハイル・イリイチェフが就任した。イリイチェフはTNT系列のテレビ局の管理部長を歴任した人物である。Rutubeのオフィスはモスクワに移転した。
2022年のウクライナ紛争のさなか迎えた対独戦勝記念日にあたる5月9日朝には大規模なサイバー攻撃を受け動画が閲覧不可能となった。広報局はRuTube史上最大のサイバー攻撃であると表現し、RuTubeが戦勝記念日パレードと祝賀の花火を配信することを阻止したい者がいると推測するコメントを発表したが、攻撃を行ったとする犯行声明などは出ていない。

## 所有者
ガスプロムバンク傘下のメディア企業ガスプロム・メディア。